# DVD-Audio

Logo del DVD-Audio

Il DVD-Audio è un tipo di disco ottico in formato DVD, letto con un lettore DVD e usato per la distribuzione di dati multimediali audio suddivisi in file, organizzati secondo le specifiche del DVD Forum, finalizzata alla riproduzione di contenuti audio in alta fedeltà. I dati audio di questa applicazione sono registrati in un numero di canali variabile da uno (mono, configurazione 1.0), a sei (full surround, configurazione 5.1), e sono campionati fino a una frequenza di 192 kHz e 24 bit. Il supporto su cui vengono memorizzata i dati è un DVD (quindi almeno DVD-5, singola faccia, singolo strato: 4,7 GB).
I DVD-Audio non contengono alcun tipo di dato video, e non devono essere confusi con i DVD-Video di concerti o video musicali. Essi sono nati, invece, per rappresentare la naturale evoluzione di CD-Audio, pur incontrando, in tal senso, notevoli difficoltà di diffusione e standardizzazione. Con l'avvento della memoria di massa a stato solido (es, USB-Key), CD e DVD vedono un ribasso nel utilizzo.

## Storia
Quando, a metà degli anni novanta, fu sviluppato lo standard DVD, parve a diversi osservatori che una delle declinazioni privilegiate di questa tecnologia fossero proprio le applicazioni musicali. Molti appassionati si dicevano delusi delle prestazioni sonore dei Compact Disc - introdotti all'inizio degli anni ottanta - rispetto a quelle dei classici dischi in vinile, e in questo senso un supporto ottico con una capacità di memorizzazione almeno sette volte superiore rispetto al CD tradizionale avrebbe potuto garantire flussi audio molto più dettagliati e frequenze di campionamento impensabili per il mercato digitale consumer di allora.
Fu pertanto varata una campagna di sviluppo finalizzata a realizzare lo standard DVD-Audio, che avrebbe dovuto rappresentare l'evoluzione naturale del CD-Audio in maniera relativamente analoga a come il DVD-Video rappresentava l'evoluzione dello standard di riproduzione video VHS.

### Remore dei produttori discografici
Sponsor di questa evoluzione fu l'industria discografica. Nel 1998 la lobby dei produttori discografici propose al DVD Forum di realizzare una bozza di standardizzazione del formato DVD-Audio.
Una particolare attenzione fu posta sulla protezione dei contenuti dei DVD-Audio: i produttori discografici erano infatti molto sensibili al problema della pirateria informatica, che produceva copie digitali dei CD-Audio da smerciare sul mercato della contraffazione, causando notevoli perdite economiche al settore. Pertanto, essi si preoccupavano moltissimo che il nuovo formato supportasse nativamente sistemi di protezione dei contenuti.
Queste preoccupazioni causarono il protrarsi dei lavori di standardizzazione fino al 1999, quando sembrò che il nuovo standard potesse decollare. Ma la violazione del sistema di protezione CSS da parte di un gruppo di programmatori, e il rilascio su Internet, nel novembre 1999, del DeCSS, un programma che violava l'algoritmo del CSS, provocò un nuovo stop. Oltretutto, la produzione di lettori di DVD-Audio, da parte delle grandi case di elettronica da consumo, era in quest'epoca praticamente assente, per cui esistevano anche ragioni di mercato per rinviare il lancio del formato.
Nel gennaio 2000 venne finalmente prodotto il primo DVD-Audio commerciale, per diffondersi realmente.

### La guerra dei formati
Al contempo (2000), tuttavia nasceva un formato concorrente, il Super Audio CD (SACD), che avrebbe ulteriormente ostacolato la diffusione del DVD-Audio. Il Super Audio CD, che offriva una qualità audio eccellente, presentava il vantaggio di poter essere letto dai normali riproduttori di CD (utilizzando un supporto multi-strato).
Per valersi della base installata di lettori DVD-Video (che è sempre stata notevole dal momento che il lancio del DVD-Video ha preceduto quello del DVD-Audio di ben quattro anni), anche quest'ultimo formato ha tentato di giocare la carta della retrocompatibilità, consentendo la lettura dei contenuti musicali dei DVD-Audio da parte dei player DVD. Tuttavia questa interscambiabilità è frutto più di una trovata pubblicitaria, che di una reale compatibilità, dal momento che la qualità audio dei contenuti dei DVD-Audio riprodotti in questo modo è decisamente più scarsa di quella ottenibile con player dedicati. I player DVD sono in grado di decodificare audio compresso tipicamente in formato AC3 o DTS, mentre il formato audio nativo del DVD-Audio è il Linear PCM, che utilizza un algoritmo di compressione lossless (cioè senza perdita di informazione), molto evoluto, l'MLP. Quindi, tale compatibilità non è neppure garantita, perché i DVD-Audio retrocompatibili devono essere esplicitamente incisi con questo scopo, mentre DVD-Audio completamente conformi allo standard potrebbero risultare illeggibili dai comuni lettori DVD.
Attualmente, nessuno dei due formati, SACD/DVD-Audio, è riuscito a prevalere nettamente sull'altro, essendo oltretutto entrambi collocabili nell'ambito dei prodotti "di nicchia" - in quanto destinati ad un pubblico di estimatori dell'alta fedeltà - e risentendo entrambi a loro volta della concorrenza degli impianti analogici.

## Caratteristiche tecniche
I DVD-Audio offrono molteplici configurazioni dei canali audio, dal singolo canale monofonico fino ai sei canali surround in disposizione 5.1. Ognuna di tali configurazioni è, a sua volta, declinabile in svariate frequenze di campionamento e bitrate. L'incrocio di tutte queste variabili:
- il bit rate
- la frequenza di campionamento
- la configurazione dei canali audio

genera molti possibili modi in cui i dati audio possono essere memorizzati su un disco DVD-Audio:
| Numero di canali audio               | 16-, 20- o 24-bit | 16-, 20- o 24-bit | 16-, 20- o 24-bit | 16-, 20- o 24-bit | 16-, 20- o 24-bit | 16-, 20- o 24-bit |
| Numero di canali audio               | 44.1 kHz          | 48 kHz            | 88.2 kHz          | 96 kHz            | 176.4 kHz         | 192 kHz           |
| ------------------------------------ | ----------------- | ----------------- | ----------------- | ----------------- | ----------------- | ----------------- |
| Mono (1.0)                           | SI                | SI                | SI                | SI                | SI                | SI                |
| Stereo (2.0)                         | SI                | SI                | SI                | SI                | SI                | SI                |
| Stereo (2.1)                         | SI                | SI                | SI                | SI                | NO                | NO                |
| Stereo + mono surround (3.0 o 3.1)   | SI                | SI                | SI                | SI                | NO                | NO                |
| Quad (4.0 o 4.1)                     | SI                | SI                | SI                | SI                | NO                | NO                |
| 3-stereo (3.0 o 3.1)                 | SI                | SI                | SI                | SI                | NO                | NO                |
| 3-stereo + mono surround (4.0 o 4.1) | SI                | SI                | SI                | SI                | NO                | NO                |
| Full surround (5.0 o 5.1)            | SI                | SI                | SI                | SI                | NO                | NO                |